# شاين هاغا
شاين هاغا (بالإنجليزية: Shane Haga)‏ هو دراج أمريكي، ولد في 19 أبريل 1991.

## وصلات خارجية
- شاين هاغا على موقع الاتحاد الدولي للدراجات (الإنجليزية)
- شاين هاغا على موقع إحصائيات الدراجات الإحترافية (الإنجليزية)